# Sora Amamiya
Sora Amamiya (雨宮 天, Amamiya Sora), née le 28 août 1993, est une seiyū et chanteuse japonaise originaire de Tokyo.
Elle est affiliée à l'agence de musique Ray'n. Ses doublages notables sont ceux d'Akame dans Akame ga Kill!, Elizabeth Liones dans Seven Deadly Sins, Asseylum Vers Allusia dans Aldnoah.Zéro, Kaori Fujimiya dans One Week Friends, Aqua dans KonoSuba, Touka Kirishima dans Tokyo Ghoul, Mayuri dans Date A Live: Mayuri Jugement, Isla dans Plastic Memories, Miia dans Monster Musume et Hitomi Uzaki dans Killing Bites.

## Biographie
Alors qu'elle est étudiante en deuxième année au lycée, Amamiya découvre une collection de vidéos de la doubleuse (seiyu) Miyuki Sawashiro. Elle décide alors de devenir elle-même une doubleuse. 
Elle passe en 2011 avec Momo Asakura et Shiina Natsukawa une audition organisée par Musique Ray'n. Toutes les trois font leurs débuts en tant que doubleuse en 2012. Le premier rôle d'Amamiya est Kaori Fujimiya, dans la série télévisée d'animation de 2014 One Week Friends, dans laquelle elle chante le générique de fin intitulé Kanad (奏（かなで）, lit. Symphony), une reprise du single de Sukima Switch sortie en 2004. Elle joue également le rôle d'Akame dans la série télévisée d'animation Akame ga Kill qui est sortie en juillet 2014. Elle fait ses débuts officiels dans la musique avec Music Ray'n en réalisant le générique d'ouverture de Akame ga Kill's nommé Skyreach. À la fin de 2014, Amamiya, Asakura, et Natsukawa forment le groupe de musique TrySail, qui publie son premier single Youthful Dreamer, utilisé comme générique d'ouverture de la série télévisée d'animation Ultimate Otaku Teacher le 13 mai 2015.
Amamiya, Reina Ueda et Aya Suzaki reçoivent le prix de Meilleure Nouvelle Actrice au 9e Seiyu Awards en mars 2015.

## Doublage

### Séries d'animation
- 2012 : Aikatsu! : Konatsu Hayase, Wakaba Kuze, Yuna Nakayama
- 2012 : Shin sekai yori : Misuzu
- 2013 : Gaist Crusher : Midori Hisui
- 2013 : Log Horizon : Liliana
- 2013 : Majestic Prince : Rona
- 2013 : Sekai de Ichiban Tsuyoku Naritai! : Aika Hayase
- 2014 : Akame ga Kill! : Akame
- 2014 : Aldnoah.Zero : Asseylum Vers Allusia
- 2014 : Blade and Soul : Jin Hazuki
- 2014 : One Week Friends : Kaori Fujimiya
- 2014 : The irregular at Magic High School : Honoka Mitsui
- 2014 : Seven Deadly Sins : Elizabeth Liones, Liz
- 2014 : Tokyo Ghoul : Touka Kirishima
- 2015 : Aldnoah.Zero : Asseylum Vers Allusia
- 2015 : Classroom Crisis : Iris Shirasaki
- 2015 : Ultimate Otaku Teacher : Minako Kanou
- 2015 : Monster Musume : Miia
- 2015 : Plastic Memories : Isla
- 2015 : Puch Line : Mikatan Narugino
- 2015 : Tokyo Ghoul √A : Touka Kirishima
- 2016 : Bungo Stray Dogs : Elise
- 2016 : Divine Gate : Yukari
- 2016 : Hai-Furi : Moeka Chine
- 2016 : Shūmatsu no Izetta : Sophie
- 2016 : KonoSuba : Aqua
- 2016 : Puzzle & Dragons X : Sonia
- 2016: Sound! Euphonium : Kanade Hisaishi
- 2016 : Qualidea Code : Aoi Yaegaki
- 2016 : Seven Deadly Sins : les Signes de la Guerre Sainte : Elizabeth Liones
- 2016 : Working! : Shiho Kamakura
- 2017 : Hand Shakers, Musubu
- 2017 : Kono Subarashii Sekai ni Shukufuku wo! 2 : Aqua
- 2017 : Battle Girl High School : Haruka Narumi
- 2017 : Re:Creators : Rui Kanoya; elle-même dans ep. 16-17, 21
- 2018 : Beatless : Methode
- 2018 : Killing Bites : Hitomi Uzaki
- 2018 : Seven Deadly Sins : Le retour des Commandements : Elizabeth Liones
- 2018 : Tokyo Ghoul:re : Touka Kirishima
- 2018 : Overlord II : Crusch Lulu
- 2018 : Han-Gyaku-Sei Million Arthur : Danchou Arthur
- 2019 : Kemono Michi: Rise Up : Joanna Joannascore Adorian Uljika
- 2020 : Magia Record: Puella Magi Madoka Magica Side Story : Nanami Yachiyo
- 2020 : Kanojo, okarishimasu : Chizuru Mizuhara
- 2020 : KimiSen : Aliceliese Lou Nebulis IX
- 2021 : Divine Gate : Yukari
- 2022 : Call of The Night (Yofukashi no Uta) : Nazuna Nanakusa
- 2023 : Spy Classroom : Lily
- 2023 : Kubo Won't Let Me Be Invisible : Saki Kubo
- 2025 : Rascal Does Not Dream of Santa Claus : Mère Noël en mini-jupe

### Films d'animation
- 2014 : Tenkuu Shinpan : Yuri Honjo
- 2014 : Canal 5.5 - La Rose de Versailles parodie remake : Marie-Antoinette
- 2014 : The Idolmaster Movie: Kagayaki no Mukogawa e! : Shiho Kitazawa
- 2015 : Oniku Daisuki!Zeushi-kun Saison 2 : Zeushi-kun de la mère
- 2015 : Ninja Slayer : Yamoto Koki
- 2015 : Love Live! The School Idol Movie : l'idole de l'école
- 2015 : Date A Live Movie: Mayuri Jugement : Mayuri
- 2015 : The Anthem of the Heart : Natsuki Nitō
- 2016 : Zutto Mae Kara Suki Deshita: Kokuhaku Jikkou Iinkai : Sena Narumi
- 2016 : Suki ni Naru Sono Shunkan o: Kokuhaku Jikkō Iinkai : Sena Narumi
- 2017 : BLAME! : Zuru
- 2017 : The Irregular at Magic High School The Movie: The Girl Who Calls the Stars : Honoka Mitsui
- 2019 : Kono Subarashii Sekai ni Shukufuku wo! Kurenai Densetsu[8] : Aqua[9]

### Light novel anime spécial PV
- 2013 : Yonhyaku-nijuu Renpai Girl : Miyako Dokuutsugi[10]

### Jeux vidéo
- 2013 : The idolmaster Million Live! : Shiho Kitazawa
- 2013 : Gaist Crusher : Hisui Midori
- 2014 : Freedom Wars : Shizuka "Faux" Laurent
- 2014 : Mahouka Koukou no Rettousei: LOST ZERO : Mitsui Honoka
- 2014 : Mahouka Koukou no Rettousei: Out of Order:, Mitsui Honoka
- 2015 : Battle Girl High School : Narumi Haruka
- 2015 : World of Final Fantasy : Reynn
- 2015 : Granblue Fantasy : Dorothy
- 2015 : Nanatsu no Taizai: Pocket no Naka no Kishi-dan : Elizabeth Lyonesse
- 2015 : Nanatsu no Taizai: Shinjitsu no Enzai : Elizabeth Lyonesse
- 2015 : Twilight Lore : L'Abbay
- 2015 : MeiQ: Labyrinth of the Death : aux Puces
- 2016 : Digimon World: Next Order : Luche
- 2017 : Dragon Quest XI : Les Combattants de la destinée : Serena
- 2017 : Azur Lane
- 2018 : Sdorica -sunset- : Angelia Carlos (également Angelia SP)
- 2018 : Fate/Grand Order : Valkyrie Thrúd
- 2018 : Han-Gyaku-Sei Million Arthur : Danchou Arthur
- 2018 : Fire Emblem Heroes : Eir et Dorothy
- 2019 : Persona 5 Royal : Kasumi Yoshizawa
- 2020 : Onmyoji : Enmusubi

### Tokusatsu
- 2018 : Kamen Rider Build : Vernage (ep 25, 29 - 30, 36 - 37, 43, 49) / CD Perdu Smash (ep 43)
- 2018 : Kamen Rider Build the Movie: Be the One : Vernage

## Actrice
- 2015 : Love Live! The School Idol Movie : l'idole de l'école
- 2015 : Date A Live Movie: Mayuri Jugement : Mayuri
- 2015 : The Anthem of the Heart : Natsuki Nitō
- 2016 : Zutto Mae Kara Suki Deshita: Kokuhaku Jikkou Iinkai : Sena Narumi
- 2016 : Suki ni Naru Sono Shunkan o: Kokuhaku Jikkō Iinkai : Sena Narumi
- 2017 : BLAME! : Zuru
- 2017 : The Irregular at Magic High School The Movie: The Girl Who Calls the Stars : Honoka Mitsui

### Film
- 2017 : One Week Friends

## Discographie

### Singles
| Date de sortie    | Titre               | Catalogue No.   | Catalogue No.     | Sommet du classement Oricon |
| Date de sortie    | Titre               | Édition limitée | Édition régulière | Sommet du classement Oricon |
| ----------------- | ------------------- | --------------- | ----------------- | --------------------------- |
| 13 août, 2014     | Skyreach            | SMCL-346/7      | SMCL-348          | 13                          |
| 19 novembre, 2014 | Tsukiakari (月灯り) | SMCL-361        | SMCL-362          | 25                          |
| 9 septembre, 2015 | Velvet Rays         | SMCL-386/7      | SMCL-388          | 20                          |
| 26 juillet 2017   | irodori             | SMCL-492~3      | SMCL-494          | 3                           |
| 13 décembre 2017  | Eternal             | SMCL-521~2      | SMCL-523          | 15                          |
| 9 mai 2018        | Chikai (誓い)       | SMCL-539~540    | SMCL-541          |                             |

### Autres chansons
- Liar Rouge (The Idolmaster live@ter Performances 04) (Shiho Kitazawa)
- Fan Fanfare (Sekai de Ichiban Tsuyoku Naritai! De la fin (comme Aika Hayase)
- Kanade (Une Semaine les Amis de la Fin (comme Kaori Fujimiya)
- Harmonious (Aldnoah.Zero seconde cour de Fin)
- Sukinanode (Plastic Memories) (Isla)